# Эспиналь, Хайме
Хайме Юсепт Эспиналь (исп. Jaime Yusept Espinal ; 14 октября 1984, Санто-Доминго) — пуэрто-риканский борец вольного стиля, серебряный призер Олимпийских игр 2012 года в категории до 84 кг, чемпион Центральной Америки.

## Биография
Хайме Эспиналь родился в 1984 году в Доминиканской республике. Когда ему было пять лет его семья переехала в Пуэрто-Рико, где Хайме учился в баптистской школе. В девятилетнем возрасте он начал заниматься борьбой по предложению тренера Педро Рохаса.
В 1999 году семья Эспиналя вновь переехала, на этот раз в Нью-Йорк. Там пуэрториканец сталкивался в проявлениями расизма, часто участвовал в уличных драках. После того как в одной из потасовок он получил ножевое ранение Эспиналь принял решение вернуться в Пуэрто-Рико. Там он не занимался борьбой, а был брейкдансером и чирлидером, играл в баскетбол на университетском уровне. Тогда же он получил степень бакалавра в области компьютерного дизайна.
По настоянию первого тренера Рохаса Эспиналь вновь стал заниматься борьбой. Для подготовки к Играм Центральной Америки и Карибского бассейна, которые в 2010 году должны были пройти в пуэрто-риканском Маягуэсе он девять месяцев тренировался на Кубе. Подготовка не прошла даром и он выиграл золотую медаль на этом первенстве в категории до 84 кг.
На Панамериканских играх 2011 года Эспиналь занял пятое место, но в том же году выиграл карибский квалификационный турнир и получил право участвовать в лондонской Олимпиаде.
На Олимпиаде в первом раунде он поборол нигерийца Эндрю Дика, потом одолел грузинского борца Давида Марсагишвили и в полуфинале белоруса Сослана Гатциева. В решающей схватке Эспиналь уступил азербайджанскому борцу Шарифу Шарифову и завоевал серебряную медаль.
На Панамериканском чемпионате 2019 года завоевал серебряную медаль. 

## Личная жизнь
Эспиналь состоит в отношениях с мексиканкой Альмой Валенсией, которая также является борцом вольного стиля. Их первая дочь Джой Эспиналь Валенсия родилась 31 мая 2017 года.